# Le Bal des Laze (chanson)
Singles de Michel Polnareff
Mes regrets
(1967) Jour après jour
(1968)
Le Bal des Laze est une chanson de Michel Polnareff sortie en single en février 1968
Elle figure notamment sur diverses compilations :
- album La Compilation, sorti en 1991, réédité en 1998
- compilation 2 DVD Passé présent sorti en 2003
- compilation 5 DVD Les 100 plus belles chansons de Michel Polnareff sorti en 2006

Cette chanson est souvent considérée comme la plus aboutie de Michel Polnareff : « La mélodie au pas ample et élégant, le dialogue de l'orgue classique et de la basse électrique, l'ambiance du texte — mi-Lawrence, mi-Brontë —, tout est magnifique et révolutionnaire », argumente un critique quarante ans après sa sortie.

## Composition et écriture
Les paroles sont de Pierre Delanoë : elles racontent l'histoire d'un roturier amoureux d'une aristocrate anglaise, Jane de Laze, avec laquelle il aurait eu une liaison secrète. Jane doit épouser un jeune homme de son rang, union arrangée par ses parents (Lord et Lady de Laze). Ivre de jalousie, le narrateur assassine le fiancé de la jeune fille. À la veille d'être pendu pour son crime, il exprime son regret d'être empêché de supprimer le fiancé suivant de Jane. Les paroles entretiennent une certaine ambiguïté sur l'état mental du meurtrier, qui se qualifie lui-même de « fou que l'on toise ». Il semble s'agir d'un cas d'érotomanie, où le meurtrier fait étalage de sa haine des conventions de son époque, d'un projet criminel parfaitement insensé, et d'une certaine suffisance en demandant qu'on le « plaigne » de son sort.
La musique, très mélodieuse et solennelle, allie la guitare électrique à l'orgue classique, s'inspirent des productions de la musique pop anglaise de l'époque.
Le texte de la chanson prend une autre dimension quand on connait l’origine géographique de la branche maternelle de Michel Polnareff : Lennon, au centre du Finistère. Le pays des montagnes Noires. À quelques encablures, il y a une bourgade nommée Laz. Non loin de là, on trouve le château de Trévarez dont la construction s’est achevée à l’orée du XXe siècle, qui est situé au cœur de l’ancienne forêt de Laz. Dans le Barzaz Breiz, ouvrage de chants populaires collectés en Bretagne par Hersart de La Villemarqué au milieu du XIXe siècle, il y a un chant, Le Temps passé, qui est une gwerz de cette région de Cornouaille où il est aussi question d’un « comte du Laz ».[réf. nécessaire]

## Discographie
Il existe deux pressages du single : la première est une édition en 45 tours quatre titres, paru en février 1968, (également sorti en Allemagne) et une seconde en 45 tours deux titres avec Le temps a laissé son manteau, d'une durée de trente-sept secondes, en face B.

## Accueil

### Diffusions
À l'époque de sa sortie, la chanson, car abordant le thème de la mort, ne sera pas programmée en radio, au profit de la chanson Y'a qu'un ch'veu. De plus, l'accueil des médias et du public est tiède.
Le Bal des Laze entre dans le top 20 du hit-parade français le 10 février 1968 à la 19e place et atteint jusqu'à la 9e place en quatrième semaine et en sixième semaine de présence. Il quitte le top 20 le 30 mars 1968 à la 15e place.
Le single s'est vendu à plus de 100 000 exemplaires.

### Classements hebdomadaires
| Classement (1968)                       | Meilleure place |
| --------------------------------------- | --------------- |
| Belgique (Wallonie Ultratop 50 Singles) | 14              |
| France (IFOP)                           | 9               |

| Classement (2014) | Meilleure place |
| ----------------- | --------------- |
| France (SNEP)     | 123             |

## Reprises
En 1982, le groupe Ange reprend le titre sur son album À propos de..., constitué de reprises de standards de la chanson française.
En 1994, le groupe Dolly (alors Dolly&Co) reprend aussi le titre.
En 2023, le groupe de black metal Sühnopfer a repris cette chanson sur leur album Nous Sommes d'Hier.